# آشوريو العراق
آشوريو العراق (بالسريانية: ܣܘܪ̈ܝܐ) هم مجموعة عرقية ولغوية أقلية، أصلية في الجزيرة الفراتية. يُعرفون بأنهم آشوريون يقيمون في العراق، أو أعضاء في الشتات الآشوري من أصول عراقية. يشاركون تاريخًا وهُوية عرقية مشتركة، متجذرة في تقاليد لغوية وثقافية ودينية مشتركة، مع الآشوريين في إيران وتركيا وسوريا، وكذلك مع الشتات الآشوري في أماكن أخرى. وقد هاجر عدد كبير منهم إلى الولايات المتحدة، وخاصة إلى ديترويت وشيكاغو؛ كما توجد جالية كبيرة في سيدني، أستراليا.

## خلفية

### التاريخ القديم
عادة ما يُعتبر الآشوريون متحدثين بالسريانية من المسيحيين الذين يدّعون أنهم ينحدرون من آشور القديمة، واحدة من أقدم الحضارات في العالم، التي تعود إلى عام 2500 قبل الميلاد في بلاد ما بين النهرين.
وقد أشار الباحثون إلى أن الأكراد أيضًا حاربوا ضد المسيحيين الآشوريين لأنهم كانوا يخشون من أن يتمكن الأرمن أو حلفاؤهم الأوروبيون من السيطرة على المنطقة. اعتبر العرب والأكراد الآشوريين أجانب وحلفاء لبريطانيا الاستعمارية.
تاريخ اضطهاد الآشوريين طويل ومؤلم. في عام 1895، بدأت ميليشيات كردية وتركية في ديار بكر بمهاجمة المسيحيين ونهب القرى الآشورية. وفي عام 1915، نهب الأكراد والأتراك القرى، وقُتل حوالي 7000 آشوري. في عام 1915، ارتكبت القوات التركية "مع كتائب كردية" مجازر جماعية ضد الآشوريين في فارس. في قرية هفتوان الآشورية، قُطعت رؤوس ما يقرب من 1000 شخص وتم أخذ 5000 امرأة آشورية إلى حريم كردي.
في عام 1894، وصف الدبلوماسي الفرنسي بول كامبون إنشاء الخيالة الحميدية الكردية بأنه "التنظيم الرسمي للنهب على حساب المسيحيين الأرمن". في تلك الأماكن، أصبحت "نظام الاضطهادات والابتزازات لا يُحتمل بالنسبة للسكان الذين اعتادوا على عبوديتهم". وفقًا لكامبون، رفضت الدولة العثمانية الإصلاحات واستمرت في "الحفاظ على نظام حقيقي من الإرهاب، والاعتقالات، والاغتيالات، والاغتصاب". في عام 1924، ثار ،الأكراد حول شيخ سعيد "ضد الحكومة الملحدة في أنقرة" مطالبين بالحكم الذاتي واستعادة القوانين الدينية والسلطنة. في عام 1932، قُتلت قوات عراقية يقودها الجنرال الكردي باقر صدقي 600 آشوري في سيميل، بالقرب من الموصل. ارتكبت المذابح الكردية "حيث تم نهب 65 قرية نسطورية في شمال العراق وإحراقها، وتعرض الكهنة للتعذيب، وأُجبر المسيحيون على ترك دينهم بينما رُحل آخرين في دهوك، وتم إطلاق النار على حوالي 100 منهم". في عام 1843، رفض النسطوريون في منطقة طورس دفع الجزية للأكراد، و"ردًا على ذلك، قُتل 4350 نسطوريًا، وأُستعبد حوالي 400 امرأة وطفل، ودُمرت جميع منازلهم وكنائسهم". وقد لاحظ المؤرخون أنه في "كردستان، كان اليهود والنسطوريون والأرمن عرضة للضرائب والعمل الإجباري".
لاحظ المؤرخون أن بدرخان بك (المعروف أيضًا باسم بديرهان) دعا المسلمين الأكراد إلى خوض حرب مقدسة ضد الشعوب المسيحية السريانية والنسطورية والكلدانية والأرمنية، وأمر بمجزرة وإبادتهم. وقد روى الكتاب الأكراد أن "القوات الكردية هاجمت الآشوريين وبدأت بالقتل، مما أسفر عن مقتل عدد من الآشوريين وتدمير قراهم وإحراقها... للمرة الثانية، في عام 1846، تعرض الآشوريون الذين يعيشون في منطقة الثومة للمجزرة". قال الكاتب البريطاني ويليام إيغلتون إنه "في عامي 1843 و1846، بدأ بديرهان حملة مجازر وترحيل ضد المسيحيين الآشوريين (النسطوريين) الذين كان قلقًا من قوتهم واستقلالهم من خلال قدرتهم على حكم أنفسهم. كان من غير المحتمل أن يرى بديرهان الآشوريين يعيشون في أراضيه ويزدادون قوة، ولذلك قتل عشرة آلاف آشوري. وعلى الرغم من أن بديرهان كان زعيمًا قبليًا إقطاعيًا، إلا أنه كان يعبر عن تطلعات القومية الكردية". استمرت الهجمات الكردية والعربية على الآشوريين، وبلغت ذروتها في مجزرة سيميل في أغسطس 1933، حيث قُتل حوالي 3000 آشوري في ذلك الشهر وحده.
بدأت في أغسطس 1933، حيث قُتل الآلاف من الآشوريين على يد الجنود العراقيين والمليشيات الكردية في سيميل (العراق). كان لمجزرة سيميل تأثير كبير على رافائيل ليمكين، القانوني الذي صاغ مصطلح "الإبادة الجماعية". يحتفل مجزرة سيميل سنويًا بيوم الشهداء الآشوريين الرسمي في 7 أغسطس. نُفذت المجزرة من قبل الجيش العراقي بقيادة الجنرال الكردي بكير صدقي، وشارك فيها مقاتلون أكراد وعرب غير نظاميين. بلغ عدد ضحايا المجزرة حوالي 3000 شخص.
كانت العلاقات بين الأكراد والمسيحيين الأرمن مريرة في نهاية القرن التاسع عشر، وكانت النزاعات على الأراضي مشكلة رئيسية. اعتبر العديد من المسيحيين والأوروبيين الأكراد همجًا وتهديدًا كبيرًا، حيث وصف القنصل الفرنسي في أرضروم بأنهم "شعب همجي متعطش للدماء اعتاد على النهب والحياة البدوية". لعب الأكراد أيضًا دورًا رئيسيًا في الجيش العثماني، عبر تشكيلات الحميدية. خلال صعوده إلى السلطة، ارتكب الشيخ الكردي بدرخان مجزرة ضد حوالي 10,000 آشوري في عام 1842. تعرضت قبائل نسطورية لمجازر على يد الأكراد في عام 1843. في عام 1915، ارتكب الأكراد مجزرة ضد أكثر من 27,000 آشوري في منطقة أورميا وحدها، ودمروا أكثر من 100 قرية آشورية في مارس 1915. في عام 1916، ارتكب الأكراد والأتراك مجازر ضد الآشوريين في منطقة بوختان. ينكر كل من القوميين الأكراد والأتراك حقيقة أن الآشوريين كانوا السكان الأصليين في جنوب شرق تركيا وشمال العراق. كانت أعداد الآشوريين صغيرة جدًا بعد الإبادة الجماعية، حتى أصبح يُعرف المنطقة التي كانت تُسمى آشور في العصور القديمة بـ "كردستان". قاوم الأكراد والأتراك بشكل ساخر جهود الآشوريين والأرمن لتحقيق الاستقلال بعد الحرب العالمية الثانية. بينما تضاعف عدد السكان الأكراد من مليوني نسمة في عام 1970 إلى أربعة ملايين في عام 2002، انخفض عدد المسيحيين.

## المملكة العراقية المستقلة

### مجزرة سيميل
في يوليو 1933، توجه حوالي 800 آشوري مسلح نحو الحدود السورية، حيث أُرجعوا من قبل الفرنسيين. بينما كان الملك فيصل قد غادر البلاد لأسباب طبية، اعتمد وزير الداخلية حكمت سليمان سياسة تهدف إلى "الحل النهائي للمشكلة الآشورية". تم تنفيذ هذه السياسة بواسطة الجنرال العراقي الكردي بكر صدقي. بعد عدة اشتباكات غير ناجحة مع القبائل الآشورية المسلحة، سمح صدقي في 11 أغسطس 1933 لرجاله بالهجوم وقتل حوالي 3000 مدني آشوري غير مسلح، بما في ذلك النساء والأطفال وكبار السن، في قرى الآشوريين بمنطقة سيميل، ولاحقًا في سوريّا. بعد أن صُور الآشوريون كخونة خطرين، أصبحت هذه المجزرة رمزًا للفخر الوطني وزادت من هيبة صدقي. ورغم وجود تمثيل عسكري بريطاني قوي بموجب معاهدة أنغلو-عراقية لعام 1930، فشلت بريطانيا في التدخل أو السماح لقوات الآشوريين المنضبطة تحت قيادتها بالتدخل، بل ساعدت في تبييض الحدث في عصبة الأمم.
شكلت قمع الآشوريين دخول الجيش إلى السياسة العراقية، وهو نمط تكرر بشكل دوري منذ عام 1958، وقدم ذريعة لتوسيع التجنيد.

## جمهورية العراق

### الاعتراف باللغة السريانية من قبل نظام البعث
في أوائل السبعينيات، حاول نظام البعث العلماني في البداية تغيير قمع الآشوريين في العراق من خلال تمرير قوانين مختلفة. في 20 فبراير 1972، أقرّت الحكومة قانونًا يعترف بالحقوق الثقافية للآشوريين من خلال السماح بتعليم اللغة الآرامية في المدارس التي يتحدث فيها غالبية التلاميذ هذه اللغة بالإضافة إلى العربية. وكان من المفترض أيضًا تدريس الآرامية في المدارس المتوسطة والثانوية التي يتحدث فيها غالبية الطلاب هذه اللغة بجانب العربية، لكن ذلك لم يحدث. كان من المقرر بث برامج آشورية خاصة على الراديو والتلفزيون العام، كما كانت هناك خطط لنشر ثلاث مجلات باللغة السريانية في العاصمة. وأُسست جمعية للكتّاب والمؤلفين الناطقين بالسريانية.
لكن المشروع كان فاشلاً. إذ أُغلقت محطات الراديو التي أُنشئت نتيجة لهذا المرسوم بعد بضعة أشهر. بينما تم السماح بنشر المجلتين، كانت نسبة 10% فقط من محتواهما باللغة الآرامية. ولم يُسمح لأي مدرسة بتدريس الآرامية أيضًا.

### العراق قبل الغزو
تشير تقارير من مصادر متنوعة إلى "تحسن عام في وضع حقوق الإنسان في المناطق التي تسيطر عليها الأكراد في شمال العراق مقارنة ببقية البلاد". ووفقًا للتقارير، "على الرغم من أن حرية التعبير والدين والحركة والصحافة مقيدة بشدة في جميع أنحاء العراق، فإن هذه الحريات موجودة إلى حد ما في بعض أجزاء المنطقة الكردية". ومع ذلك، استمرت التقارير حول انتهاكات حقوق الإنسان المعزولة في عام 1999. أفادت الحكومة الأمريكية بأن المسيحية الآشورية هيلينا ألون سوا قُتلت، ووفقًا لموقع AINA، "تشبه الجريمة نمطًا معروفًا من التواطؤ من قبل السلطات الكردية في الهجمات ضد المسيحيين الآشوريين في الشمال". حُقِّق في الجريمة من قبل لجنة عينتها الحزب الديمقراطي الكردستاني، لكن لم يُبلغ عن نتائج التحقيق بحلول نهاية العام. كما كانت هناك حوادث عنف جماعي من قبل مسلمين ضد المسيحيين في شمال العراق. وتعرض الآشوريون المسيحيون لاستهداف في سلسلة من التفجيرات في أربيل بين 1998 و1999، وانتقدت الجماعات الآشورية حكومة إقليم كردستان لعدم إجراء تحقيقات. وفقًا لـ AINA، قام الحزب الديمقراطي الكردستاني بفرض حصار على القرى الآشورية في 1999 و"دخل لاحقًا القرى وضرب القرويين". ومع ذلك، بعد تدخل اللجنة الدولية للصليب الأحمر، غادر الحزب القرى مرة أخرى.
وفقًا لتقرير مديرية الهجرة والجنسية البريطانية، "على الرغم من موقع طارق عزيز الرفيع في نظام بغداد، فإن المسيحيين يتمتعون بتأثير سياسي ضئيل في حكومة البعث" (سبتمبر 1999).
كانت الحكومة في بغداد تحظر التعليم بأي لغة غير العربية والكردية، وبالتالي لم يُسمح للآشوريين بحضور الدروس باللغة السريانية. في المناطق التي تسيطر عليها الأكراد في الشمال، تم السماح بدروس السريانية منذ عام 1991. ومع ذلك، وفقًا لبعض المصادر الآشورية، "رفضت السلطات الكردية الإقليمية السماح ببدء الدروس". لكن تفاصيل هذه الممارسة لم تكن متاحة، ونفت السلطات الكردية الاتهامات. في عام 1999، ادعت صحيفة "كردستان أوبزرفر" أن "الحكومة المركزية حذرت الإدارة في المنطقة الكردية من السماح بمدارس للتركمان أو الآشوريين أو اليزيديين".
وفقًا لتقرير مديرية الهجرة والجنسية البريطانية، "انخرطت الحكومة المركزية في مختلف الانتهاكات ضد المسيحيين الآشوريين، وغالبًا ما كانت تشتبه فيهم بأنهم 'يتعاونون' مع الأكراد" (سبتمبر 1999).
وفقًا لتقرير من دليل العالم للأقليات، "لم يتمكن الآشوريون من تجنب الصراع الكردي. كما هو الحال مع الأكراد، دعم بعضهم الحكومة، بينما تحالف آخرون مع الحركة الوطنية الكردية" (مجموعة حقوق الأقليات الدولية 1997، 346).

### ما بعد غزو العراق
بعد غزو العراق عام 2003 من قبل الولايات المتحدة وحلفائها، قامت السلطة المؤقتة للتحالف بحل الجيش العراقي وبنية الأمن والاستخبارات التي كانت تحت حكم الرئيس السابق صدام حسين، وبدأت عملية "إجتثاث حزب البعث". أصبحت هذه العملية موضع جدل، حيث اعتبرها بعض النقاد أكبر خطأ أمريكي في أعقاب غزو العراق، وأحد الأسباب الرئيسية لتدهور الوضع الأمني في جميع أنحاء العراق. أدى الاضطراب الاجتماعي والفوضى إلى تعرض الآشوريين في العراق للاضطهاد غير المبرر، بشكل رئيسي من قبل المتطرفين الإسلاميين (سواء الشيعة أو السنة) والقوميين الأكراد (مثل اضطرابات دهوك عام 2011 التي استهدفت الآشوريين والإيزيديين).
في عام 2008، قُتل كاهن يُدعى رغيد غاني بالرصاص في كنيسته مع ثلاثة من رفاقه. وفي نفس العام، كانت هناك تقارير تفيد بأن الطلاب المسيحيين يتعرضون للمضايقة.
في عام 2008، أجرت مؤسسة برنابا الخيرية بحثًا عن 250 نازحًا مسيحيًا عراقيًا فروا إلى شمال البلاد (كردستان العراق) سعياً للحصول على وضع اللاجئ ووجدت أن ما يقرب من نصفهم شهدوا هجمات على الكنائس أو المسيحيين، أو تعرضوا شخصيًا للعنف.
في عام 2009، أفادت حكومة إقليم كردستان بأن أكثر من 40,000 مسيحي قد انتقلوا من بغداد والبصرة والموصل إلى مدن إقليم كردستان العراقي. كما ذكرت التقارير أن عدد الأسر المسيحية التي تنتقل إلى إقليم كردستان في تزايد، وأن الحكومة كانت تقدم الدعم والمساعدة المالية لـ 11,000 من تلك الأسر، كما أن بعضهم موظفون لدى الحكومة.
في عام 2014، خلال معركة شمال العراق، أمرت الدولة الإسلامية (داعش) جميع المسيحيين في المناطق التي تسيطر عليها، حيث انهار الجيش العراقي، بدفع ضريبة خاصة تبلغ حوالي 470 دولاراً لكل عائلة، أو التحول إلى الإسلام، أو القتل. لجأ العديد منهم إلى المناطق الكردية الخاضعة للسيطرة في العراق.
بعد سقوط صدام حسين في عام 2003، كانت الحركة الديمقراطية الآشورية واحدة من الأحزاب السياسية الصغيرة التي ظهرت في الفوضى الاجتماعية للاحتلال. يقول مسؤولوها إنه بينما شارك أعضاء مسلحون من الحركة الديمقراطية الآشورية أيضاً في تحرير المدن النفطية الرئيسية في كركوك والموصل في الشمال، لم يدعى الآشوريون للانضمام إلى اللجنة التوجيهية المعنية بتحديد مستقبل العراق. كانت التركيبة السكانية لمجلس الحكم الانتقالي العراقي، الذي قاد العراق بعد الغزو لفترة وجيزة (من سبتمبر 2003 إلى يونيو 2004)، تشمل آشورياً مسيحياً واحداً، هو يونادم كنا، زعيم الحركة الديمقراطية الآشورية وخصم لصدام حسين منذ عام 1979.
وجد عدد كبير من الآشوريين ملاذًا في القرى المسيحية الآشورية القديمة في سهل نينوى ومنطقة كردستان. وقد أدى ذلك إلى دعوات من بعض الآشوريين ومن سياسيين عراقيين وأجانب لإنشاء منطقة ذات حكم ذاتي للآشوريين المسيحيين في تلك المناطق.
في عام 2008، شكل الآشوريون ميليشيا خاصة بهم، وهي لجنة حماية قرقوش، لحماية المدن والقرى والمناطق الآشورية في الشمال. في نفس العام، إغتيل المطران بولس فرج رحو، من الكنيسة الكلدانية الكاثوليكية في الموصل، على يد بعض الأكراد، بينما زعم البعض أن القتلة وظفوا من قبل قبائل عربية محلية. كان رحو مدافعًا عن إدارة ذاتية آشورية. وقد ادعى بعض المراقبين أن قوات الحزب الديمقراطي الكردستاني غالبًا ما كانت تتدرب على إطلاق النار في مواقع التراث الثقافي الآشوري الهامة.
أُنتقد قوات الأمن التابعة للحزب الديمقراطي الكردستاني بسبب انتهاكات حقوق الإنسان، التي تراوحت بين التهديدات والترهيب والاحتجاز في أماكن غير معلومة دون اتباع الإجراءات القانونية الواجبة. في عام 2015، اعتقلت قوات الأمن المحلية الناشط السياسي كمال سعيد قادر، بسبب كتاباته على الإنترنت التي انتقدت الحزب. وحُكم عليه بالسجن لمدة 30 عامًا. وقد زعم بعض الناشطين أن الانضمام إلى الأحزاب الكردية ضروري للحصول على "فرص عمل وتعليم" في إقليم كردستان العراق. وذكر تقرير وزارة الخارجية الأمريكية أن "السلطات الكردية أساءت وتميّزت ضد الأقليات في الشمال، بما في ذلك التركمان والعرب والمسيحيين والشبك"، وأنها "حرمت بعض القرى من الخدمات، واعتقلت الأقليات دون اتباع الإجراءات القانونية الواجبة، وأخذتهم إلى أماكن غير معلومة للاحتجاز، وضغوطت على المدارس الأقلية لتعليم اللغة الكردية". كما اتهمت الأقليات المسيحية في كركوك "قوات الأمن الكردية باستهداف العرب والتركمان".
الآشوريون انتقدوا كردنة المناهج الدراسية، وشكوا من مصادرة واحتلال الأراضي الآشورية، و"أن الأكراد يخترعون قوانين جديدة ومستحيلة عندما يطلب المالكون الشرعيون أراضيهم". وقد انتقد الآشوريون أنه في حين يتم تمويل الأكراد بشكل جيد، فإن المسيحيين الآشوريين لا يحصلون تقريبًا على أي تمويل لمدارسهم. كما أشاروا إلى أن الأكراد قاموا بتعديل وتزوير كتب المدرسة (كردنة) وغيروا الأسماء المسيحية التقليدية إلى أسماء كردية. في بعض الكتب المدرسية، تم الادعاء حتى أن بعض الشخصيات الكتابية كانت كردية. وبُلغ عن أن الرجل المتهم بقتل السياسي المسيحي فرانسيس يوسف شابو في عام 1993 "يسمح له بالتجول بحرية" في كردستان. وأُنتقد الإفلات من العقاب لأولئك الذين هاجموا أو قتلوا الآشوريين في منطقة كردستان. كان ديفيد جيندو، المسيحي الآشوري، واحدًا من العديد من السياسيين المسيحيين الذين تم قتلهم. ومن بين القادة الآشوريين البارزين الذين قتلوا على يد القوميين الأكراد البطريرك مار شمعون، وفرانسو حري، ومارغريت جورج (واحدة من أوائل البيشمركة) وفرانسيس شابو. وقد قُتل العديد من هؤلاء الشخصيات "رغم محاولاتهم للتواصل مع الأكراد أو العمل تحتهم".
كما أبلغت الحكومة الأمريكية أنه في المناطق التي تسيطر عليها الأكراد، لم تُسمح المدارس الآشورية ودروس السريانية، أو مُنعت في بعض الحالات. كانت هناك أيضًا حوادث عنف من قبل حزب العمال الكردستاني ضد المسيحيين في شمال العراق. وقد استُهدف المسيحيون الآشوريون في سلسلة من التفجيرات في أربيل بين عامي 1998 و1999، ووجهت مجموعات آشورية انتقادات للحكومة الكردية بسبب عدم التحقيق. وفقًا لوزارة الخارجية الأمريكية، قام الحزب الديمقراطي الكردستاني بحصار القرى الآشورية في عام 1999 و"دخل لاحقًا إلى القرى وضرب القرويين". ومع ذلك، بعد تدخل اللجنة الدولية للصليب الأحمر، غادرت القوات القرى مرة أخرى.
مثال على كردنة هو الهجوم على البلدة الآشورية رباتكي في عام 2013 بواسطة الجنرال عارف الزباري وشقيقه حبيب الهرس الزباري، يقال من قبل جنود البيشمركة الأكراد. وقد بُلغ عن أن العديد من الفتيات الآشوريات يُجبرن على الدعارة من قبل منظمات إجرامية كردية، كما تم تهديد عائلات هؤلاء الفتيات.
في مقابلة مع "المساعدة للكنيسة في حاجة"، قال الأسقف جول بوتروس، من الكنيسة الكاثوليكية السريانية، إن معظم الشباب السريان يحاولون مغادرة العراق. "يحاول معظم شبابنا الخروج من العراق وسوريا. يجدون صعوبة في البقاء في العراق، لأنهم فقدوا الثقة في حكومتهم، وقد واجهوا الكثير من الاضطهاد. أكثر من 60,000 سرياني اضطروا لمغادرة سهل نينوى في ليلة واحدة. بشكل إجمالي، أكثر من 120,000 مسيحي اضطروا للفرار إلى كردستان، ومن هناك انتقلوا إلى الغرب. عاد عدد جيد إلى وطنهم، وهذا علامة جيدة، لأن لدينا مهمة في هذا الجزء من الشرق الأوسط. لكن العديد من العائلات لا تزال تحاول المغادرة.

## إحصاءات
قدر تقرير لوكالة المخابرات المركزية الأمريكية عام 1950 عن العراق عدد الكلدانيين بنحو 98000 نسمة، والنساطرة بنحو 30000 نسمة، والسريان الكاثوليك بنحو 25000 نسمة، واليعاقبة بنحو 12000 نسمة.
وفقًا لتقرير صادر عن معهد السياسة الآشورية قبل الحرب في العراق، قُدِّر عدد المسيحيين في العراق بأكثر من 1.5 مليون نسمة.
وفقًا للإحصاءات التي جمعتها الكنيسة الكاثوليكية الرومانية عند إجراء تعدادات للأبرشية الكلدانية الكاثوليكية في العراق في عامي 2012 و2013، بلغ عدد الكلدان الآشوريين في العراق 230071 نسمة.
حدد مشروع تعداد سكاني تديره مؤسسة شلاما إجمالي عدد السكان الآشوريين في العراق بنحو 142105 نسمة في أكتوبر 2022.